# Hassan Yazdani
 Hassan Yazdani Cherati (en persan : حسن یزدانی چراتی), né le 26 décembre 1994 dans le village de Lapu Sahra, Chapakrud Rural District, Juybar, est un lutteur iranien, spécialiste de lutte libre.
Il est sacré champion olympique dans la catégorie des moins de 74 kg, après avoir battu le Russe Aniuar Geduev lors d'un match souvent interrompu en raison des saignements a l'arcade sourcilière du Russe (d'un précédent combat).
Dans les moins de 86 kg, il remporte le titre lors des Jeux asiatiques de 2018 à Jakarta.

## Palmarès

### Jeux olympiques
- Jeux olympiques d'été de 2016 à Rio de Janeiro,  Brésil
  -  Médaille d'or
- Championnats du monde de lutte 2017 Paris,  France
  -  Médaille d'or
- Championnats du monde de lutte 2019 Nour-Soultan, Kazakhstan
  -  Médaill d’or